# David Meriwether (kongressledamot)
David Meriwether, född 10 april 1755 nära Charlottesville, Virginia, död 16 november 1822 nära Athens, Georgia, var en amerikansk politiker (demokrat-republikan). Han var ledamot av USA:s representanthus från Georgia 1802–1807.
Meriwether deltog i amerikanska revolutionskriget som löjtnant. Han flyttade 1785 till Georgia. Han var 1797–1800 talman i Georgia House of Representatives, underhuset i delstatens lagstiftande församling.
Kongressledamot Benjamin Taliaferro avgick 1802 och efterträddes av Meriwether. Han efterträddes 1807 av George Troup.